# Am Anfang war Erziehung
Am Anfang war Erziehung (englischer Titel: For Your Own Good) ist das zweite Buch der früheren Psychoanalytikerin und Kindheitsforscherin Alice Miller, das im Jahre 1980 veröffentlicht wurde.

## Schwarze Pädagogik
Miller deutet in dem Buch an, auf welchen Wegen ihrer Meinung nach Menschen zu emotionaler Offenheit finden können. (Sie spricht von einem „Weg der Trauer“.) Im ersten Kapitel breitet sie aber zunächst einmal aus, auf welche Weise Eltern und Erzieher dafür gesorgt haben, dass Kindern der Blick auf die eigenen Möglichkeiten verstellt wurde.
Miller führt zahlreiche Zitate aus Texten an, die sie der schwarzen Pädagogik zurechnet. Sie greift dabei auf die Textsammlung zurück, die Katharina Rutschky unter dem Titel Schwarze Pädagogik herausgebracht hat.
Durchgängiges Kennzeichen der Texte der schwarzen Pädagogik ist, dass Demütigungen für Kinder ausdrücklich befürwortet werden. Die Verfasser wollen Techniken vermitteln, mit denen man erreicht, dass Kinder sich ihren eigenen inneren Antrieben entfremden und zu Befehlsempfängern ohne inneren Halt werden.
Wer „schwarze Pädagogik“ anwendet, könne dabei darauf setzen, dass ein Kind es vergessen wird, wenn ihm in den ersten beiden Lebensjahren Leid angetan wurde. Dass das Kind sich später für die Unterdrückungsmaßnahmen, die es erlitten hat, an ihnen rächen wird, müssen sie nicht befürchten.
Ein zentraler Punkt, auf den Miller bei ihren Ausführungen im gesamten Buch immer wieder zu sprechen kommt, ist das „Du sollst nicht merken“ (diese Phrase wird auch der Titel ihres 1981 erschienenen nächsten Buches sein). Damit ist eine Erfahrung gemeint, die Verfasser von Schriften der schwarzen Pädagogik an ihre Leser weitergegeben haben: Pädagogen, die einem Kind fortgesetzt erklären, dass alles Demütigen und Quälen, das es erlebt, zu seinem eigenen Wohl geschieht, erzielen mit ihren Hinweisen eine betäubende Wirkung. Ein Kind, das mit dem Hinweis, alles geschehe zu seinem eigenen Wohl, konditioniert wurde, wird sich sehr schwer damit tun, jemals zu erfassen, was mit ihm tatsächlich geschehen ist (= was ihm angetan wurde).
Miller geht davon aus, dass die schwarze Pädagogik um 1900 herum noch auf ihrem Höhepunkt war. Sie setzt weiterhin voraus, dass schwarze Pädagogik auch zum Ende des 20. Jahrhunderts noch wirksam ist, allerdings auf subtilere Weise.
Sie beschäftigt sich in dem Buch auch detailliert mit der Geschichte einer Drogenabhängigen, eines politischen Verbrechers und eines Kindermörders:

## Fallbeispiele

### Christiane F.
Miller zitiert längere Passagen aus dem Buch Wir Kinder vom Bahnhof Zoo von Christiane F. Mit den Zitaten wird deutlich, dass Christiane F. in der Kindheit unter dem Schreckensregiment ihres Vaters gelebt hat.
Obwohl sie unter der Brutalität des Vaters schwer zu leiden hatte, schrieb sie in dem Buch:
Ich hatte ihn ja nie gehaßt, sondern nur Angst vor ihm gehabt. Ich war auch immer stolz auf ihn gewesen. Weil er tierlieb war, und weil er ein so starkes Auto hatte, seinen 62er Porsche. (S. 142)
Miller merkt dazu an, dass die Autorin da etwas zum Ausdruck bringt, das generell für das Verhalten eines Kindes gegenüber seinen Eltern gilt:
Seine [des Kindes] Toleranz kennt keine Grenzen, es ist immer treu und sogar stolz, daß sein Vater, der es brutal schlägt, niemals einem Tier etwas zuleide täte; es ist bereit, ihm alles zu verzeihen, die ganze Schuld immer auf sich zu nehmen, keinen Haß zu empfinden, alles Vorgefallene schnell zu vergessen, nicht nachzutragen, niemandem etwas zu erzählen, (…) (S. 142)
Kurz gesagt heißt das: Kinder streben auch dann noch danach, die Aufmerksamkeit der Eltern nicht zu verlieren, wenn die Eltern ein Verhalten zeigen, das in extremer Weise gegen die Interessen des Kindes gerichtet ist.
Die Drogensucht von Christiane F. erklärt Miller im Anfangsstadium als den Versuch, die Verbindung zu den eigenen lebendigen Energien herzustellen. Später trat dann laut Miller immer mehr der Aspekt in den Vordergrund, dass Christiane F. den eigenen Leib und die eigenen Stimmungen durch den Einfluss von chemischen Mitteln unter Kontrolle halten wollte.

### Die Kindheit Adolf Hitlers
Wenn es um die Kindheit von Hitler geht, treffen unterschiedliche Auffassungen aufeinander. Ein Teil der Hitler-Forschung erklärt, Hitler sei in einem normalen Elternhaus aufgewachsen. Erich Fromm etwa fragte so:
Wie lässt es sich erklären, daß diese beiden gutmeinenden, stabilen, sehr normalen und sicherlich nicht destruktiven Menschen das spätere Ungeheuer Adolf Hitler in die Welt setzten? (zitiert nach Miller, S. 208)
Dem stehen Aussagen gegenüber wie diese von John Toland:
Viele Jahre später erzählte Hitler einer seiner Sekretärinnen, er habe einmal in einem Abenteuerroman gelesen, es sei ein Zeichen von Mut, seinen Schmerz nicht zu zeigen. Und so „nahm ich mir vor, bei der nächsten Tracht Prügel keinen Laut von mir zu geben. Und als dies soweit war – ich weiß noch, meine Mutter stand draußen ängstlich an der Tür –, habe ich jeden Schlag mitgezählt.“ (zitiert nach Miller, S. 185)
Miller kann eine ganze Reihe von Belegen anführen, die zeigen, dass Hitler mit ständigen Prügeln aufgewachsen ist.
Hermann Rauschning gibt in seinem Band Gespräche mit Hitler Berichte wieder, die in ihrer Authentizität als fraglich gelten. In einem der Berichte geht es um nächtliche Anfälle, die es bei Hitler gab. Rauschning gibt den Bericht so wieder:
Taumelnd habe er im Zimmer gestanden, irr um sich blickend. „Er! Er! Er ist dagewesen“, habe er gekeucht. Die Lippen seien blau gewesen. Der Schweiß habe nur so an ihm heruntergetropft. Plötzlich habe er Zahlen vor sich hergesagt. Ganz sinnlos. Einzelne Worte und Satzbrocken. (zitiert nach Miller, S. 205)
Miller hat sich ausführlich mit dem Material, das zu Hitlers Kindheit vorliegt, beschäftigt und kommt mit Blick auf das zuletzt angeführte Zitat zu dem Ergebnis, dass der herumirrende Hitler die Qualen nacherlebt hat, die er ausstehen musste, wenn der Vater ihn geprügelt hat. In dem Zitat heißt es, Hitler habe Zahlen hergesagt. Miller nimmt an, dass in Hitler in solchen Situationen noch einmal die Gefühle von Verzweiflung aufgestiegen sind, die er wegdrängen wollte, als er sich auf ein nüchternes Zählen der Schläge des Vaters zu verlegen versuchte.
Erklärtermaßen weitgehend auf den Thesen Millers zu Hitlers Kindheit basierend entstand der Film Mein Führer, von Filmregisseur Dani Levy als Tragikomödie angelegt, die 2007 in den Kinos anlief.

### Jürgen Bartsch
Wenn es um die Kindheitsgeschichte des Kindermörders Jürgen Bartsch geht, kann sie auf die Arbeit Das Selbstporträt des Jürgen Bartsch von Paul Moor zurückgreifen. (Moor brachte später eine erweiterte Fassung des Buches heraus; diese lag Miller noch nicht vor.)
Die Gerichtsgutachter im Prozess gegen Bartsch sprachen beim Verhalten des Angeklagten von unerklärlichen Phänomenen. Moor hat jedoch nach Bartschs Verurteilung umfangreiche Recherchen angestellt und hunderte Briefe mit Bartsch gewechselt. Dabei ist das Porträt eines Menschen entstanden, dessen Kindheit von körperlichen und seelischen Misshandlungen schlimmster Art einschließlich schweren sexuellen Missbrauchs geprägt war.

## Einige Grundauffassungen
Alice Miller unterstellt bei ihrem Erziehungsbegriff, dass Erziehung zu jeder Zeit Machtausübung bedeutet (hat) und daher abzulehnen ist. Sie geht in ihren Darstellungen mit der Antipädagogik von Ekkehard von Braunmühl konform.
Sie betont das ganze Buch hindurch, dass Hass als eine reaktive Gefühlweise gesehen werden muss. Sie lehnt alle Spekulationen über einen Todestrieb ab. Wenn es Hass gibt, dann müsse man fragen, wo der Hass seinen Ursprung hat, und sie setzt dabei voraus, dass ein hassender Mensch immer einer ist, der Verfolgung und Unterdrückung erlebt hat.
Aus ihrer Erfahrung als Psychoanalytikerin weiß sie, dass die Folgen von Kindesmisshandlungen gemildert werden können, wenn das Kind Gelegenheit bekommt, seine inneren Reaktionen auf das Erlittene einem einfühlsamen Menschen zu offenbaren. „Die größte Grausamkeit, die man den Kindern zufügt“, sagt sie daher, „besteht wohl darin, daß sie ihren Zorn und Schmerz nicht artikulieren dürfen, ohne Gefahr zu laufen, die Liebe und Zuwendung der Eltern zu verlieren.“ (S. 128)

## Absichten der Autorin
Miller verfolgt mit dem Buch die Absicht, die Erkenntnisse und Einsichten, die sie bei ihrer Arbeit als Psychoanalytikerin gewonnen hat, für eine breite Öffentlichkeit nachvollziehbar zu machen. Insbesondere geht es ihr darum, die Öffentlichkeit für frühkindliches Leiden zu sensibilisieren.
Sie wendet sich mit dem Buch vorwiegend an Psychologie-Laien. Am Anfang war Erziehung ist daher kein Fachbuch, gehört andererseits aber auch nicht zu den psychologischen Ratgebern für Lebensfragen.
Miller will gesellschaftlich wirksam sein. Sie geht davon aus, dass Gesellschaften sich verändern, wenn die Sichtweisen, die sie den Lesern anbietet, von vielen Menschen übernommen werden.
Ihr Versuch, bewusstseinsbildend auf die Öffentlichkeit einzuwirken, geht Hand in Hand mit dem Bestreben, dem Leser zu einem verändernden emotionalen Wissen zu verhelfen:
Lässt sich ein emotionales Wissen mit Hilfe eines Buches erreichen? Ich weiß es nicht, aber die Hoffnung, daß durch die Lektüre bei dem einen oder anderen Leser ein innerer Prozeß in Gang kommen könnte, scheint mir begründet genug, um es nicht unversucht zu lassen. (S. 10)